# Мечеть Салах ад-Дін
Мечеть Салах ад-Дін, що датується XIII або XIV століттям, знаходиться в столиці Ємену Санаа, в східній частині Старого Міста. Мінарет мечеті побудований в кінці XVI століття оттоманським пашею Сінаном в часи першої османської окупації.

## Опис мечеті
Мінарет ставиться до досить поширеного типу мінаретів Старого міста столиці Санаа, для яких характерне будівництво з обпаленої глиняної цегли (так званого ajurr) та декорування плінфою. Ще одна відмінна риса мінаретів столиці Санаа - це візуальне розчленовування конструкції. База-підстава мінарету Салах аль-Дін кубічної форми. Наступна секція має 8 граней з вертикальними лініями. Ромбоподібний узор з плінфи покриває вже гладку площину мінарету, при цьому знову ж ділячи ділянку на дві частини. Причому нижня частина цього декоративного пояса здається більш насиченою і більш цікавою, - ромбики плавно переходять в стилістичні зигзаги, які надають якийсь обсяг малюнку, різко обриваючись контрастом суцільного зубчастого пояса. Вище розташовуються 5 "поясів" з ромбів, які додатково як би витягають в довжину мінарет. Балкон відокремлює 8-гранний "ярус", увінчаний ребристим куполом. Мінарет при своїй достатній товщині здається легким і повітряним, спрямованим, як і належить, увись.

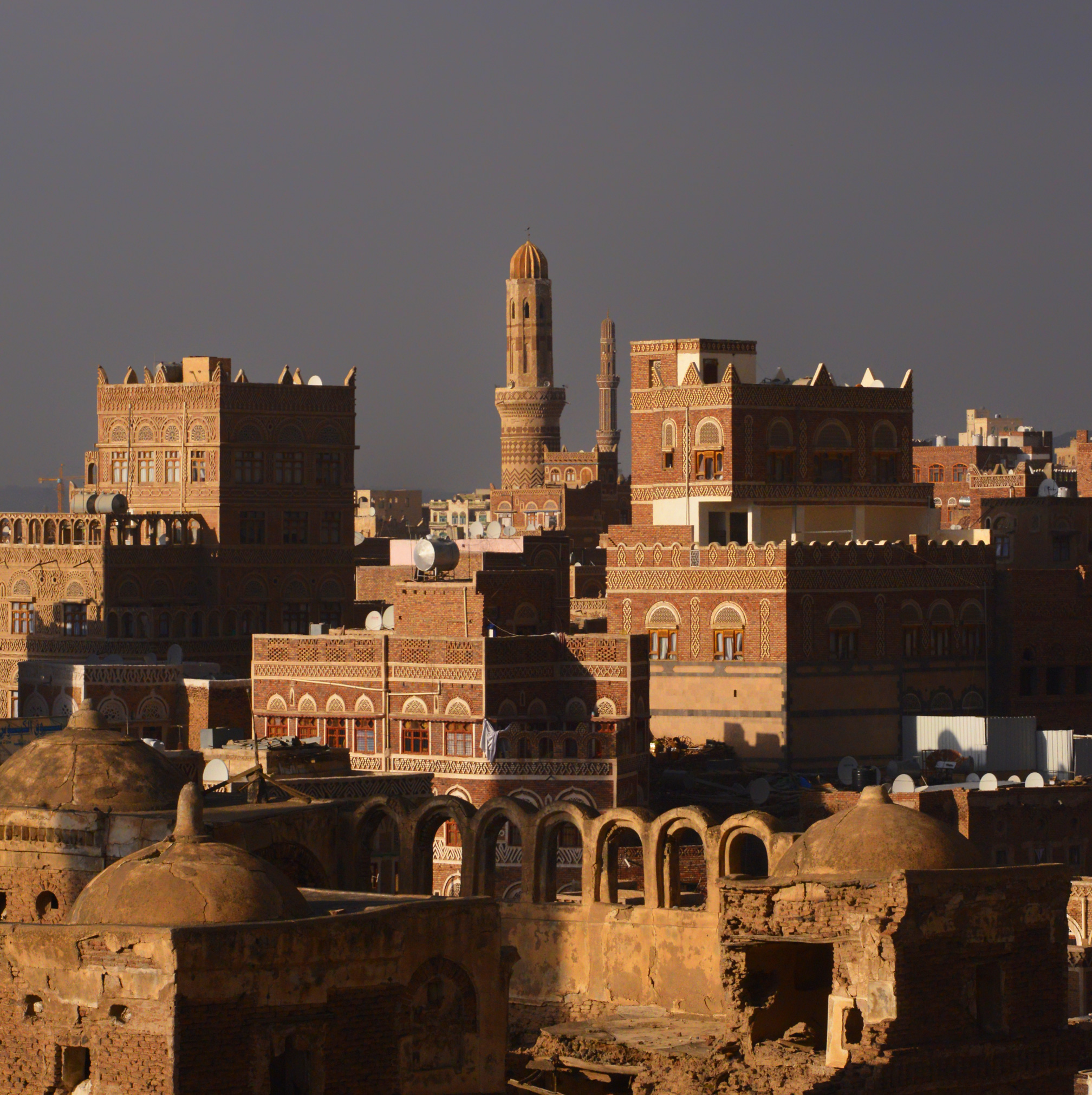
Санаа. Мінарет мечеті аль-Мадраса за будинками, а за мінаретом аль-Мадраса видно мінарет мечеті Салах ад-Дін.

У мечеті Салах ад-Дін в 1391 році похован імам Аль-Насир Мухаммед Салах аль-Дін. Мечеть була побудована за його ініціативою (значить побудована в XIV столітті?). Недалеко від мечеті Салах аль-Дін (Східна частина Старого Міста) знаходиться мечеть аль-Мадраса з мінаретом трохи старше - початку XVI століття (1519-1520). Ці мінарети досить схожі візерунком. Наприклад, замість 5-ти поясів з ромбів - 2 і 2 половинчастих. І мінарет аль-Мадрас нижче. Тому здається більш товстим.